# Сеславль (Калужская область)
Сеславль — деревня в Козельском районе Калужской области. Входит в состав сельского поселения «Село Волконское».
Расположена примерно в 2 км к северо-западу от села Волконское.

## Название
Л.В. Васильев связывает название с личным именем Вьсеславъ через форму Всеславль.

## Население
На 2010 год население составляло 0 человек.